# Candijay
Candijay là đô thị hạng 4 ở tỉnh Bohol, Philippines. Theo điều tra dân số năm 2007, đô thị này có dân số 31.183 người.
Đô thị Candijay tọa lạc ở phía đông của Bohol, cự ly 92,2 so với Thành phố Tagbilaran.

## Các đơn vị hành chính
Candijay về mặt hành chính được chia thành 21 khu phố (barangay).
| - Abihilan - Anoling - Boyo-an - Cadapdapan - Cambane - Can-olin - Canawa - Cogtong - La Union - Luan - Lungsoda-an | - Mahangin - Pagahat - Panadtaran - Panas - Poblacion - San Isidro - Tambongan - Tawid - Tugas - Tubod (Tres Rosas) |

## Candijay
- Candijay